# Nizzardi italiani

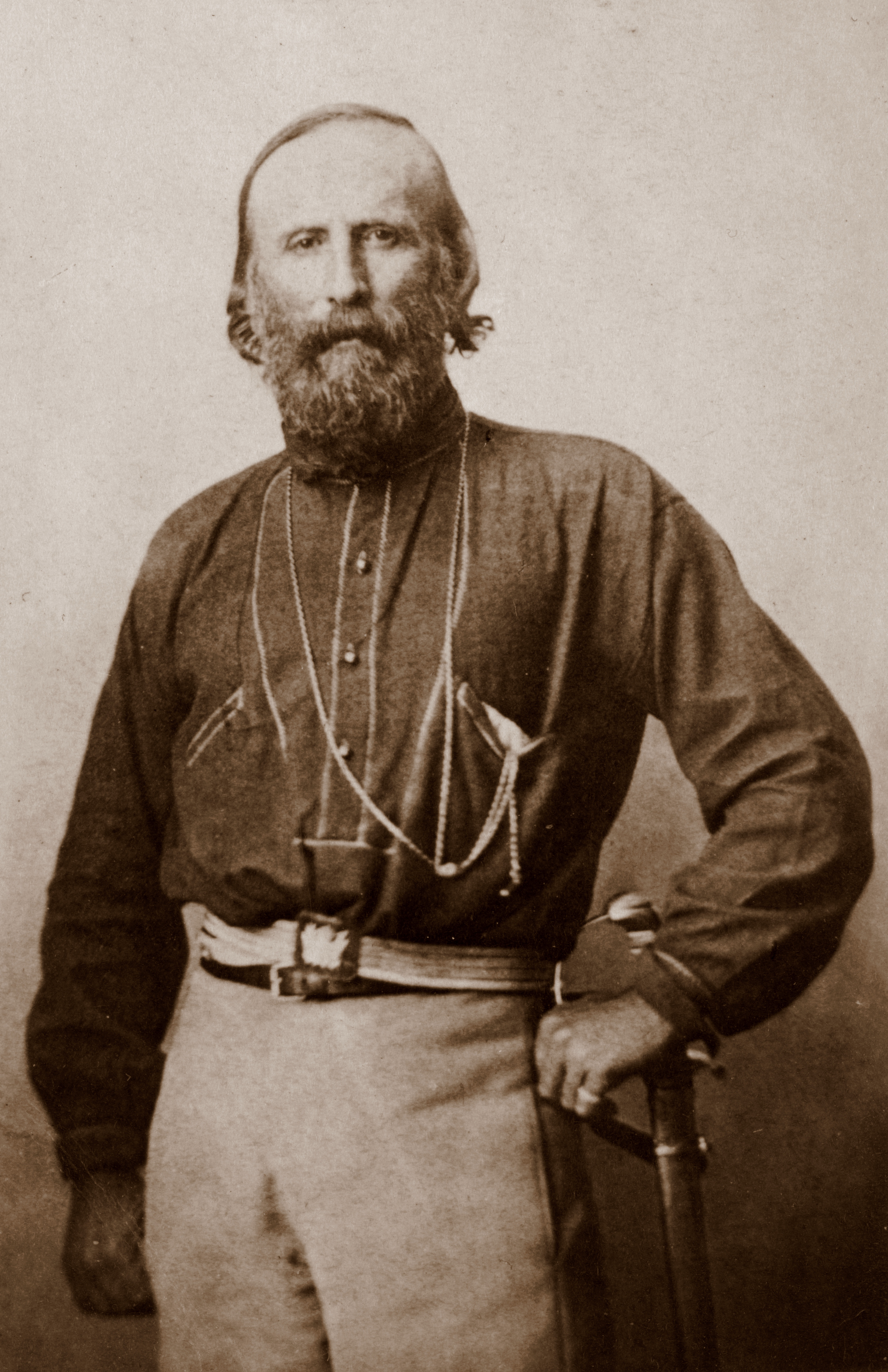
Giuseppe Garibaldi, il più famoso nizzardo italiano

Nizzardi italiani sono gli Italiani (di nascita o di etnia) del Nizzardo.

## Vicende storiche
I Nizzardi italiani sono gli abitanti autoctoni di Nizza e del suo territorio "nizzardo", che parlavano il Dialetto nizzardo fin da quando nel finire del VII secolo, Nizza si unì alla lega di Genova formata dalle città della Liguria. Nel 729, con l'aiuto genovese, Nizza espulse i saraceni dal suo territorio.
Durante il Medioevo, in quanto città italiana, Nizza partecipò alle numerose guerre italiane: ad un certo punto, come alleata della Repubblica di Pisa fu nemica anche della Repubblica di Genova. Nel 1388 il comune di Nizza si mise sotto la protezione della famiglia comitale di Savoia, guidata da Amedeo VII, in funzione antiprovenzale (creando la Contea di Nizza). Il 25 ottobre 1561, in seguito all'Editto di Rivoli, l'italiano rimpiazzò il latino come lingua per la redazione degli atti ufficiali della Contea di Nizza: i Nizzardi italiani, con il loro dialetto nizzardo (detto "nicois"), si consideravano completamente italiani durante il Rinascimento, secondo studiosi nizzardi come Enrico Sappia.
La penetrazione francese iniziò nel primo Settecento, quando numerosi contadini occitani si trasferirono nell'entroterra montuoso della contea di Nizza occupata dai francesi, ed ebbe il suo apogeo ai tempi della Rivoluzione francese, quando il Nizzardo fu annesso alla Francia per la prima volta ed i Nizzardi italiani reagirono con la guerriglia del Barbetismo.
Il cosiddetto "Periodo sabaudo" (durato dal 1388 fino al 1860) finì col cosiddetto Risorgimento "tradito". Infatti Nizza -pur essendo la città natale dello stesso Garibaldi- non fu unita all'Italia durante le guerre d'indipendenza italiane dell'Ottocento. Il governo sabaudo consentì alla Francia di annettersi (tramite un Plebiscito molto contestato) la regione di Nizza, che faceva parte del Regno di Sardegna, come compenso del supporto francese alla seconda guerra d'indipendenza (trattato di Torino). 
Giuseppe Garibaldi si oppose tenacemente alla cessione della sua città natale alla Francia, sostenendo che il Plebiscito che ratificava in trattato era viziato da brogli elettorali. Garibaldi fu eletto nel 1871 a Nizza all'assemblea nazionale, dove tentò di promuovere l'annessione della sua città natale al neonato stato unitario italiano, ma gli fu impedito di parlare. A causa di questo diniego, tra il 1871 ed il 1872 a Nizza ci furono delle sommosse, promosse dai garibaldini e chiamate Vespri nizzardi, che reclamavano l'annessione della città e della sua zona all'Italia. Quindici nizzardi che parteciparono alla ribellione furono processati e condannati.

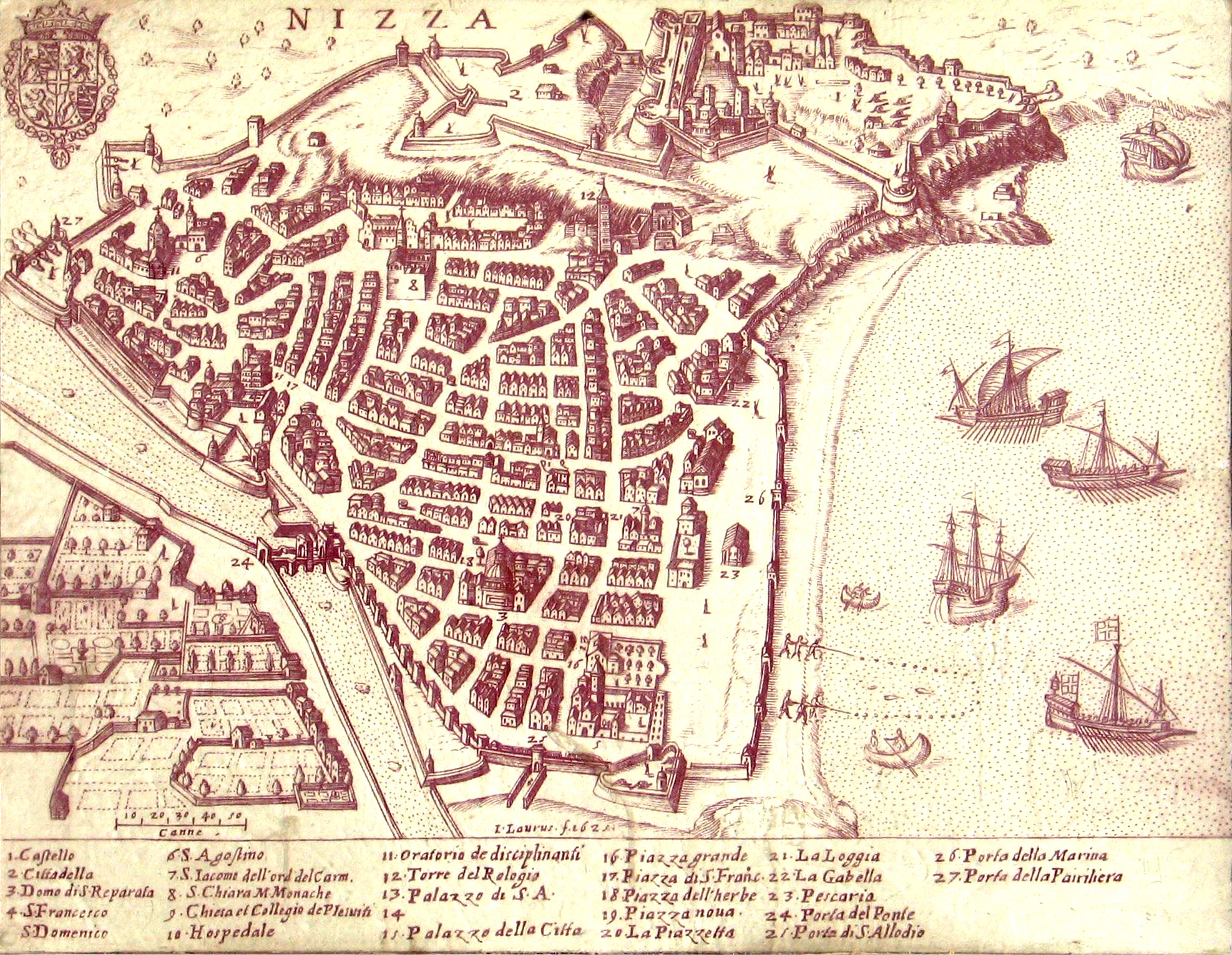
Nizza nel 1624

Più di 11.000 nizzardi rifiutarono l'annessione alla Francia, ed emigrarono in Italia (principalmente a Torino e Genova) dopo il 1861. Questa emigrazione è conosciuta come esodo nizzardo. 
Il governo francese chiuse i giornali nizzardi di lingua italiana. Nel 1861 chiusero i battenti "Il Diritto di Nizza" e La Voce di Nizza (momentaneamente riaperto nel 1871 durante i Vespri nizzardi), mentre nel 1895 fu la volta de Il Pensiero di Nizza. In queste testate scrissero i più importanti giornalisti e scrittori di lingua italiana di Nizza, come Giuseppe Bres, Enrico Sappia e Giuseppe André.
Uno dei più famosi Nizzardi italiani fu il garibaldino Luciano Mereu. Nel novembre del 1870 fu esiliato da Nizza insieme ai garibaldini Adriano Gilli, Carlo Perino e Alberto Cougnet. Nel 1871, Luciano Mereu fu eletto Consigliere comunale a Nizza durante il mandato di sindaco di Augusto Raynaud (1871–1876) e fu membro della Commissione garibaldina di Nizza, il cui presidente era Donato Rasteu. Rasteu rimase in carica fino al 1885.
Dal 1860 vi fu una francesizzazione dei toponimi dei comuni del Nizzardo (ossia il nome ufficiale preso dagli attuali 101 comuni dell'ex Contea di Nizza che andarono a formare l'arrondissement di Nizza), che fece da sponda all'obbligo di usare solamente il francese nel Nizzardo. Questo comportò l'inizio della scomparsa dei Nizzardi italiani. Del resto molti intellettuali di Nizza si rifugiarono in Italia, come Giovan Battista Bottero che assunse la direzione del giornale La Gazzetta del Popolo di Torino: nel 1874 era il secondo quotidiano italiano per diffusione, dopo Il Secolo di Milano.
Giuseppe Bres cercò di contrastare la tesi che affermava che il dialetto Nizzardo era occitano e non italiano, pubblicando nel 1906 in Italia il suo Considerazioni sul dialetto nizzardo. Suggerimenti sulla sua forma, esame del carattere specifico e soprattutto non francese di questo parlare. 
Nel 1940 Nizza fu occupata dall'esercito italiano e vi venne ripristinato il quotidiano "Il Nizzardo". Era diretto da Ezio Garibaldi, nipote di Giuseppe Garibaldi. Solo Mentone fu amministrato fino al 1943 come se fosse territorio italiano, anche se i Nizzardi italiani sostenitori dell'irredentismo italiano a Nizza volevano creare un governatorato italiano (sul modello del Governatorato di Dalmazia) fino al fiume Varo o almeno una "Provincia delle Alpi occidentali"
Un'altra riduzione di Nizzardi italiani ci fu dopo la seconda guerra mondiale, quando la sconfitta dell'Italia nel conflitto portò alla cessione di altri territori della zona alla Francia a seguito dei trattati di Parigi. Dalla val Roia, da Briga e da Tenda un quarto della popolazione emigrò in Italia nel 1947.

## Demografia

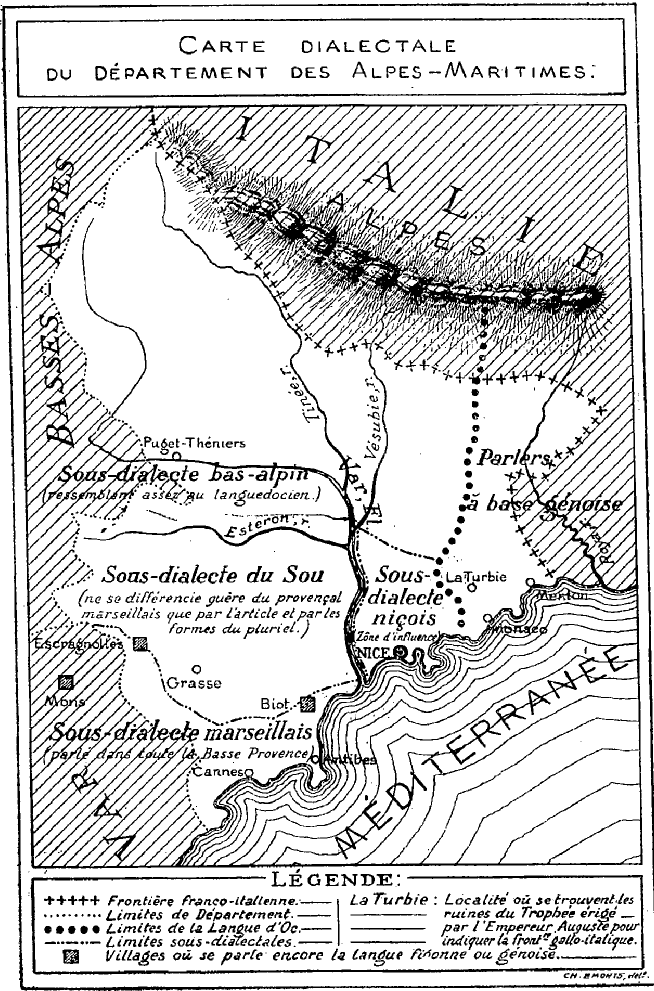
Mappa francese del 1897 dove si definisce la rimanente area di dialetto "nicois" (nizzardo), e l'area ligure fino a Mentone/Montecarlo con le isole linguistiche liguri (figun) di Biot/Mons/Escragnolles localizzate nell'Oltrevaro.

In un periodo storico che fu caratterizzato dal nazionalismo, tra il 1850 ed il 1950, i nizzardi italiani furono ridotti dalla maggioranza assoluta (circa il 70% della popolazione residente della regione, che era di circa 125.000 abitanti nel 1859) al tempo dell'annessione alla Francia, all'attuale minoranza -dopo un solo secolo- di circa due migliaia di abitanti nelle vicinanze di Tenda e Mentone.
Ancora a fine Ottocento il Nizzardo costiero era a maggioranza dialettale "nicois" (Nizza) e ligure (Mentone/Montecarlo); inoltre vi erano le isole dialettali del figun ad occidente del fiume Varo.
Attualmente sono numerosi a Nizza i residenti di nazionalità italiana, specialmente meridionali emigrati dopo la seconda guerra mondiale. Con i loro discendenti sono circa il 10% della popolazione cittadina, ma non sono quasi mai relazionati con gli autoctoni Nizzardi italiani di epoca sabauda.

## Stampa italiana dei Nizzardi italiani
La Voce di Nizza. Era un giornale in lingua italiana che fu fondato nel 1800 circa a Nizza. Soppresso in seguito all'annessione di Nizza alla Francia nel 1860, il quotidiano non è più stato ripristinato. 
Il Pensiero di Nizza. Fondato dopo la caduta di Napoleone, fu soppresso dalle autorità francesi nel 1895 (ben 35 anni dopo l'annessione) con l'accusa di irredentismo, mentre era quasi esclusivamente autonomista. Ad essi collaborarono i maggiori scrittori italiani del Nizzardo: Giuseppe Bres, Enrico Sappia, Giuseppe André e molti altri. 
Fert. In quegli anni fu rinomato anche il periodico "Fert", voce dei Nizzardi italiani rifugiatisi in Italia dopo l'annessione del Nizzardo alla Francia nel 1860 e rimasto attivo fino al 1966.
Questo dimostra l'esistenza nel Nizzardo di un'ampia fascia di popolazione di espressione italiana che poi pian piano si estinse a seguito della lotta delle autorità francesi all'italofonia. Tutt'oggi gran parte dei cognomi dei nizzardi (senza tenere in conto la notevole immigrazione dall'Italia) non sono -come vorrebbe la vulgata antitaliana- di stampo provenzale o francese (e questi ultimi appartengono a immigrati francesi o a nizzardi cui è stato francesizzato il cognome, per es. DelPonto in DuPont), ma sono schiettamente italiani (per es. Alberti, Baldacci, Bianchi, Del Rivo, Giorgi, Paolini, ecc.).
La testata Il Pensiero di Nizza venne ripresa dopo la seconda guerra mondiale come periodico e quale voce dei nizzardi italofoni da Giulio Vignoli, studioso genovese delle minoranze italiane. In questo foglio, in più numeri, è stata riassunta la letteratura italiana del Nizzardo, dagli albori (XVI secolo) ai nostri tempi.